# 邦格艾加奥恩

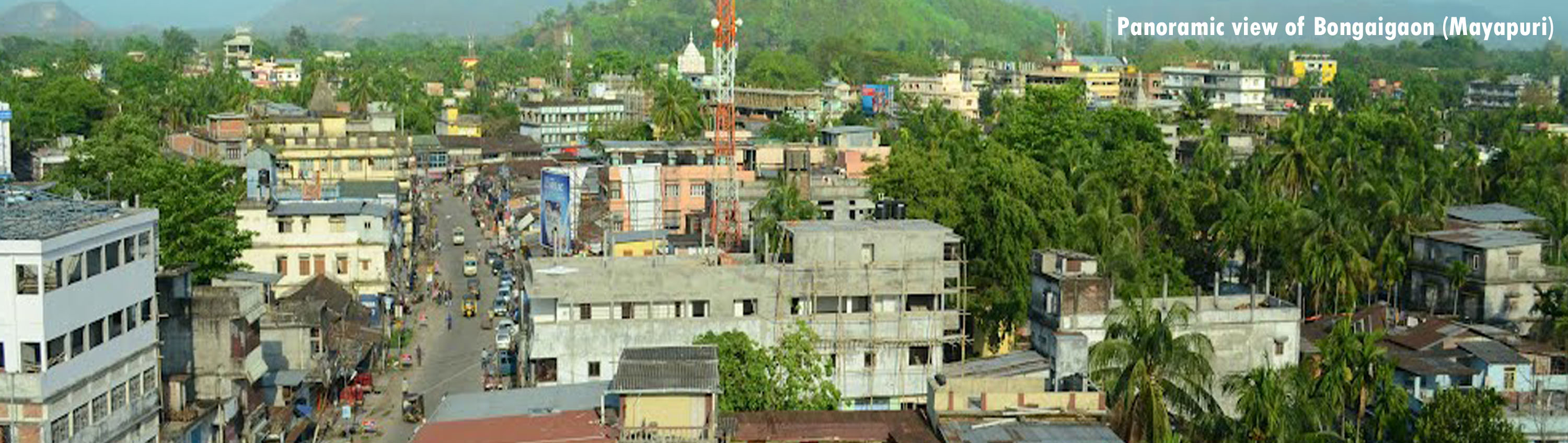
邦格艾加奥恩市區

邦格艾加奥恩（Bongaigaon），是印度阿萨姆邦邦蓋岡县的一个城市和行政中心，也是該邦重要的商業中心。总人口139,650（2011年）。

## 人口
该地2001年总人口60550人，其中男性31682人，女性28868人；0—6岁人口6740人，其中男3430人，女3310人；识字率75.61%，其中男性为80.84%，女性为69.86%。